# Tour della nazionale maschile di rugby a 15 dell'Irlanda 2007
Tra le due edizioni del 2004 e 2007 della Coppa del Mondo di rugby, la nazionale irlandese di Rugby Union, affidata ancora a Eddie O'Sullivan si è recata più volte in tour nell'emisfero australe.
Tali tour, si svolgono di solito nel mese di giugno e sono il momento in cui vengono sperimentati nuovi giocatori in vista degli impegni ufficiali, cpome ad esempio i mondiali del 2007.
Il tour in Argentina del 2007 lancia un campanello d'allarme: avversario è l'Argentina che sarà anche l'avversario da battere per la qualificazione al mondiale. La squadra basata su Ronan O'Gara, Brian O'Driscoll e Peter Stringer crolla sotto i colpi dei Pumas. La storia si ripeterà ai mondiali e di fatto porrà fine al ciclo di Eddie O'Sullivan.
A giustificazione degli Irlandesi, l'assenza di Ronan O'Gara e  Brian O'Driscoll, ma va detto che erano assenti anche molti giocatori argentini impegnati nelle finali del campionato francese.
Nel primo match a Santa Fe il successo sfugge ai verdi in pieno recupero, per un drop di Manuel Contepomi..

## Risultati
| Arbitro: | Lyndon Bray |

|                                 |      |                         |
| 74’ Senillosa                   | mt   | 8’ Carney 51’ tecnica   |
| 74’ F. Contepomi                | tr   | 8’, 51’ P. Wallace      |
| 13’, 38’, 47’, 57’ F. Contepomi | c.p. | 6’ P. Wallace 77’ Duffy |
| 80’ F. Contepomi                | drop |                         |

| Arbitro: | Kelvin Deaker |

|                            |      |  |
| 80’ M. Contepomi           | mt   |  |
| 80’ F. Todeschini          | tr   |  |
| 8’, 40’, 56’ F. Todeschini | c.p. |  |